# Wykeham
Wykeham är en ort och civil parish i Storbritannien.   Den ligger i grevskapet North Yorkshire och riksdelen England, i den centrala delen av landet, 300 km norr om huvudstaden London. Wykeham ligger 31 meter över havet och antalet invånare är 280.
Terrängen runt Wykeham är platt norrut, men söderut är den kuperad. Runt Wykeham är det ganska tätbefolkat, med 75 invånare per kvadratkilometer. Närmaste större samhälle är Scarborough, 8,9 km nordost om Wykeham. Trakten runt Wykeham består till största delen av jordbruksmark.